# Delphinium syncarpum
Delphinium syncarpum là một loài thực vật có hoa trong họ Mao lương. Loài này được Freyn ex Stapf mô tả khoa học đầu tiên năm 1886.